# Presles, Val-d'Oise
Presles är en kommun i departementet Val-d'Oise i regionen Île-de-France i norra Frankrike. Kommunen ligger i kantonen L'Isle-Adam som tillhör arrondissementet Pontoise. År 2022 hade Presles 3 994 invånare.

## Befolkningsutveckling
Antalet invånare i kommunen Presles
| Referens: INSEE |